# 힐러리 브룩

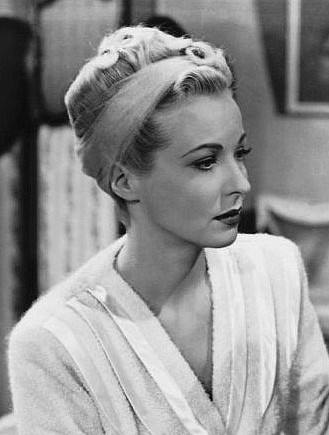

힐러리 브룩(Hillary Brooke, 1914년 9월 8일 ~ 1999년 5월 25일)는 미국의 배우, 모델, 텔레비전 배우, 영화배우이다.
애스토리아에서 태어났다.

## 영화
- 나는 비밀을 알고 있다 (1956년)
- 화성에서 온 침입자 (1953년)
- 애보트와 코스텔로- 크리스마스 쇼 (1952년)
- 애보트와 코스텔로 4 (1952년) - Capt. 본니 역
- 로스트 컨티넌트 (1951년)
- 다이아몬드 쟁탈전 (1949년)
- 낯선 여인 (1946년)
- Monsieur Beaucaire (1946년)
- 유토피아로 가는 길 (1946년)
- 셜록홈즈 - 녹색옷의 여인 (1945년)
- 공포의 내각 (1944년)
- 제인 에어 (1944년) - 블랜치 잉그램 역
- 해피 고 럭키 (1943년)
- 리비아 상륙작전 (1942년)
- 쉽 아호이 (1942년)
- 두 얼굴의 여인 (1941년)
- 지킬 박사와 하이드씨 (1941년)
- 투 걸즈 온 브로드웨이 (1940년)
- 뉴 문 (1940년)
- 뉴 페이스 오브 1937 (1937년)